# برونو شوندوف
برونو شوندوف (انگلیسی: Bruno Šundov؛ زادهٔ ۱۰ فوریهٔ ۱۹۸۰) بازیکن بسکتبال اهل کرواسی است.

## حرفه
از باشگاه‌هایی که در آن بازی کرده‌است می‌توان به ایندیانا پیسرز، بوستون سلتیکس، باشگاه بسکتبال اسپلیت، دالاس ماوریکس، باشگاه بسکتبال والنسیا، سیبونا زاگرب، نیویورک نیکس، و کلیولند کاوالیرز اشاره کرد.
وی در مسابقات کشوری و بین‌المللی در مجموع برندهٔ ۱ مدال نقره شده‌است.